# علي غاو (عباس الغربي)
علي غاو (بالفارسية: علی‌گاو) هي منطقة سكنية تقع في إيران في قسم عباس الغربي الريفي. يقدر عدد سكانها بـ 115 نسمة .